# Synaldis tothi
Synaldis tothi är en stekelart som beskrevs av Fischer 1993. Synaldis tothi ingår i släktet Synaldis och familjen bracksteklar. Inga underarter finns listade i Catalogue of Life.